# 2gether スペシャル・アルバム
『2gether スペシャル・アルバム』（2gether Special Album）は、2021年に発売された、ドラマ『2gether』『Still 2gether』と映画『2gether THE MOVIE』のオリジナルサウンドトラックアルバム。

## 概説
2020年に公開されたドラマ『2gether』『Still 2gether』と、2021年に公開された映画『2gether THE MOVIE』で使用された楽曲を集めたオリジナルサウンドトラックアルバムで、ユニバーサルミュージック合同会社より販売された。
一連の作品の主演であるワチラウィット・チワアリー（ブライト）とメータウィン・オーパッイアムカジョーン（ウィン）の楽曲の他、マックス・ジェンマナ (Max Jenmana)による『2gether』のオープニングテーマ曲を収録している。
本作は日本市場向けに企画されたものであり、タイ本国では『2GETHER ORIGINAL SOUNDTRACK ALBUM BOXSET』としてブライトとウィンがお互いの楽曲を歌唱したボーナストラックが含まれたアルバムがGMMTVより発売されている。
2021年6月4日にはデジタル配信が開始され、CD版の発売日は当初2021年7月14日（水）であったが、初回限定版に収録されるインタビュー映像の一部を7月2日にUNIVERSAL MUSIC STOREがTwitterにて公開したところ日本語訳の誤りを指摘され、この修正のために販売予定日が8月25日に延期された。また当該のツイートは7月3日に削除された。
CD版のブックレットには、全7曲についてルビ付きのタイ語歌詞、対訳（日本語、英語の2言語）と、今回の為に書き下ろされたブライトとウィンのサインが掲載された。またカバーフォトやブックレット内のドラマ・映画シーンフォトは限定盤、通常盤で違うものがセレクトされている。

### チャート
CD発売日前日の2021年8月24日付けのオリコンデイリーアルバムランキングにて、初登場3位を記録した。 また、ビルボード・ジャパンの9月1日付アルバムランキング（集計期間：2021年8月23日～8月29日）では8,689枚を売り上げて4位を、9月6日付オリコン週間アルバムランキング（集計期間：2021年08月23日～2021年08月29日）では7位を記録した。オリコン週間ランキングについては、これまでタイ人歌手によるタイ語のアルバムの最高位は、タタ・ヤンの「アイ・ビリーヴ」（2004年）の9位だったが、これを更新した。

## 収録曲

### 初回限定版
1. 罠にかかって　ติดกับ Tit Gup (Stuck On You)
  - 歌：マックス・ジェンマナ Max Jenmana
  - 作詞：Panthawat Sathvilai
  - 作曲：Anan Puaniran, Patchara Rattanarun
  - 編曲：Charan Sukaruji, Patchara Rattanarun
  - プロデュース：Voravat Vivatvanich
  - リリース日：2020年2月19日

『2gether』オープニングテーマ曲
2. カン・グー　คั่นกู Kan Goo
  - 歌：ブライト Bright Vachirawit
  - リリース日：2020年3月10日

『2gether』エンディングテーマ曲
3. 僕の勘違いだよね？　ตกลงฉันคิดไปเองใช่ไหม Tok Long Chan Kid Pai Aeng Chai Mai
  - 歌：ブライト Bright Vachirawit
  - リリース日：2020年5月15日

『2gether』
4. まだ2人で (Still Together) ยังคู่กัน Yang Koo Gun (Still Together)
  - 歌：ブライト＆ウィン Bright Vachirawit, Win Metawin　
  - リリース日：2020年8月4日

『Still 2gether』エンディングテーマ曲
5. 君じゃなきゃ　คนนั้นต้องเป็นเธอ Kon Nun Tong Pen Tur
  - 歌：ウィン Win Metawin
  - リリース日：2020年9月11日

『Still 2gether』
6. Ten Years Later Ten Years Later
  - 歌：ウィン Win Metawin
  - リリース日：2021年3月29日

『2gether THE MOVIE』エンディングテーマ曲
7. 抱きしめさせて（One Hug） กอดที Kod Tee (One Hug)
  - 歌：ブライト Bright Vachirawit
  - リリース日：2021年6月4日（ 日本先行）

『2gether THE MOVIE』

2～7：
- 作詞・作曲：Achariya Dulyapaiboon
- 編曲：Chonlatas Chansiri Charoenkul
- プロデュース：Achariya Dulyapaiboon, Chonlatas Chansiri Charoenkul

### 通常版
1. 罠にかかって　ติดกับ Tit Gup (Stuck On You) [Instrumental]
2. カン・グー　คั่นกู Kan Goo [Instrumental]
3. 僕の勘違いだよね？　ตกลงฉันคิดไปเองใช่ไหม Tok Long Chan Kid Pai Aeng Chai Mai [Instrumental]
4. まだ2人で(Still Together) ยังคู่กัน Yang Koo Gun (Still Together) [Instrumental]
5. 君じゃなきゃ　คนนั้นต้องเป็นเธอ Kon Nun Tong Pen Tur [Instrumental]
6. Ten Years Later Ten Years Later [Instrumental]
7. 抱きしめさせて（One Hug） กอดที Kod Tee (One Hug) [Instrumental]

### 初回限定版特典映像
初回限定版には特典映像としてBlu-rayが付属しており、CD収録7曲の各ミュージックビデオに加え、ブライトとウィンの撮り下ろしスペシャルインタビューが収録されている。
1. 罠にかかって　ติดกับ Tit Gup (Stuck On You)
2. カン・グー　คั่นกู Kan Goo
3. 僕の勘違いだよね？　ตกลงฉันคิดไปเองใช่ไหม Tok Long Chan Kid Pai Aeng Chai Mai
4. まだ2人で(Still Together) ยังคู่กัน Yang Koo Gun (Still Together)
5. 君じゃなきゃ　คนนั้นต้องเป็นเธอ Kon Nun Tong Pen Tur
6. Ten Years Later Ten Years Later
7. 抱きしめさせて（One Hug） กอดที Kod Tee (One Hug)
8. 撮り下ろしスペシャルインタビュー（ブライト＆ウィン）